# Осса (гора, Тасмания)
Осса (англ. Mount Ossa) — высшая точка австралийского штата Тасмания.

## География
Осса является высшей точкой австралийского штата Тасмания и одноимённого острова. Высота над уровнем моря составляет 1617 м. Расположена на территории национального парка Крейдл-Маунтин — Лейк-Сент-Клэр.

## История
Современное название горы впервые появилось на картах 1860-х годов тасманийского геолога Чарльза Гулда (англ. Charles Gould), который не изменил традиции называть местные горы классическими греческими именами (одноимённая гора расположена в Греции). Первым вершину покорил, предположительно, или Роберт Эуарт (англ. Robert Ewart), или Пэдди Хартнетт (англ. Paddy Hartnett).